# Эрскин, Уильям, 2-й баронет
Генерал-майор сэр Уильям Эрскин, 2-й баронет (30 марта 1770—1813) был офицером британской армии, членом парламента и имел высокие звания во время наполеоновских войнах при герцоге Веллингтоне, но затем впал в безумие и покончил жизнь самоубийством.
Он был старшим сыном генерал-лейтенанта сэра Уильяма Эрскина, 1-го баронета, и его второй жены Фрэнсис. Он унаследовал титул баронета после смерти своего отца в 1795 году.

## Ранняя карьера
В 1785 году Эрскин был принят на службу в 23-й пехотный полк; в 1787 году он был переведён в 5-й драгунский полк в звании лейтенанта, а 3 февраля 1791 года стал капитаном 15-го полка Королевских лёгких драгунов (подразделение, в котором с отличием служил его отец). Его действительная служба началась во Фландрии в 1793-95 гг., во время Французских революционных войн, когда он служил адъютантом своего отца. В 1794 году он был произведён в подполковники и сражался в битве при Виллер-ан-Коши, в которой горстка английской и австрийской кавалерии разгромила значительно превосходившие их силы французской пехоты и кавалерии.
После смерти отца в 1795 году Эрскин стал баронетом. Он представлял Файф в парламенте в 1796 и 1802—1805 годах. Несмотря на то, что он был, по словам коллеги-офицера, «слепым как крот», в 1808 году Эрскин получил повышение до генерал-майора. Когда Веллингтон услышал, что Эрскина отправляют в Португалию, он пожаловался, что «вообще всегда считал его сумасшедшим». На это ему ответили в Конной гвардии: «Несомненно, он иногда немного не в себе, но во времена просветлений он необычайно умный парень; и я уверен, что во время кампании у него не будет приступов безумия, хотя поначалу он и выглядел немного диковато».

## Пиренейская война
Во время кампании 1811 года в Португалии в отсутствие Роберта Кроуфорда Эрскин принял командование знаменитой Лёгкой дивизией. Вскоре он приобрёл репутацию опрометчивого человека. Веллингтон писал: «В критической ситуации его суждению невозможно доверять».
Во время преследования отступающей французской армии маршала Андре Массены между Лёгкой дивизией и арьергардом маршала Мишеля Нея произошло несколько жёстких стычек возле Помбала, Рединьи, Казаль-Нову и Фос-ду-Ароус. В Казаль-Нову 14 марта 1811 года Эрскин с своими людьми шёл по главной дороге в тумане безо всякой разведки. Когда туман внезапно рассеялся, его арьергард оказался прямо перед дивизией Жана Маршана, развернутой в шеренгу и с артиллерийской поддержкой. Эта беспечность стоила Лёгкой дивизии 155 убитых и раненых, в то время как Маршан потерял только 55 человек.
В битве при Сабугале туман и глупость Эрскина спасли французский корпус генерала Жана Ренье от полного разгрома. Веллингтон приказал Эрскину с Лёгкой дивизией и несколькими кавалерийскими частями вклиниться позади открытого левого фланга Ренье, в то время как четыре дивизии атаковали его спереди. Незадачливый Эрскин, который был очень близорук, издал ряд бессмысленных приказов, а затем быстро потерялся в тумане вместе с кавалерией. Лёгкая дивизия, лишившись командира, всё же отважно сражалась в этой битве, но французы сбежали из ловушки Веллингтона.
Во время битвы при Фуэнтес-де-Оньоро 5-я дивизия Эрскина и 6-я дивизия Александра Кэмпбелла участвовали в блокаде Алмейды. После того, как французская армия, идущая на помощь осаждённым, была отбита, французский гарнизон выскользнул ночью из крепости и прошёл через все заслоны. По этому поводу раздражённый Веллингтон сказал: «Я никогда не был так огорчён каким-либо военным событием, как побегом хотя бы одного из них». На этот раз Эрскин был лишь одним из нескольких офицеров, которые допустили грубые просчёты. Осознавая, что он не может уволить Эрскина из-за его политического влияния, Веллингтон попытался поставить Эрскина в такое положение, где он мог бы нанести наименьший ущерб.
С 19 июня 1811 года Эрскин руководил четырьмя конными полками во вновь организованной 2-й кавалерийской дивизии в корпусе Роланда Хилла. Затем он оставил командование, но вновь вступил в должность 8 апреля 1812 года. Вскоре после этого он был объявлен сумасшедшим и подвергнут гражданской казни. Он покончил жизнь самоубийством в Лиссабоне в 1813 году, выпрыгнув из окна. По слухам, его последние слова были: «Ну и зачем я это сделал?».